# Pandora's Tower
Pandora's Tower (パンドラの塔, Pandora no tō: Kimi no moto e kaeru made, littéralement Pandora's Tower : Jusqu'à ce que je retourne à vos côtés) est un jeu vidéo de type action-RPG développé par Ganbarion pour l'éditeur Nintendo. Le jeu est sorti le 26 mai 2011 sur Wii au Japon, le 13 avril 2012 en Europe et le 16 avril 2013 en Amérique du Nord édité par Xseed Games. Il ressortira le 16 avril 2015 sur Wii U via le Nintendo eShop
Ce jeu a été présenté par Satoru Iwata. Sur le site officiel, une phrase en japonais caractérise le jeu, elle peut se traduire par : "Que faut-il préférer : Mourir dans la beauté ou vivre dans la laideur ?"

## Synopsis
Aeron (Ende en Japonais) et Elena (Ceres en Japonais) entretiennent une relation amoureuse, bien que venant de deux royaumes en guerre. Mais, lors de la "Fête de la Récolte", fête nationale d'Elyria, Elena subit une malédiction qui  la transforme peu à peu en monstre. Pour conjurer cette malédiction, Elena doit se nourrir de la chair de monstre ramenée par Aeron. Escortés par Mavda (Graiai en Japonais), une vieille femme qui connait la malédiction et sait comment la combattre, Aeron et Elena se dirigent désormais en direction de "La Brèche", énorme fosse sans fond retenue par 13 tours qui abritent les créatures qui serviront de repas à Elena. Ils sont poursuivis par l'armée du pays d'Elena, ses compatriotes pensant que sa transformation en monstre est due à une attaque du pays d'Aeron.

## Système de jeu
Le principe du jeu est de récupérer de la "chair" qui permet de guérir Elena de sa malédiction. Pour cela le héros utilise une chaîne possédant de nombreuses fonctions (notamment récupérer en l'arrachant des carcasses des ennemis). Elle se dirige à l'aide de la Wiimote et répond à ses différents mouvement. Elle exploite donc les particularités de gameplay offertes par la Wii.
Chaque donjon s'effectue dans un temps limité : une jauge de transformation d'Elena avance en temps réel, et le joueur doit revenir soigner Elena avant la fin du temps imparti. Ne pas revenir à temps conduit au game over.
Le jeu possède également un système d'affinité. La fin du jeu diffère selon le niveau d'entente entre Elena et le héros.